# Svetozár Hurban-Vajanský
Svetozár Hurban-Vajanský, właśc. Svetozár Miloslav Hurban (ur. 16 stycznia 1847 w Hlbokém, zm. 17 sierpnia 1916 w Martinie) – słowacki poeta, pisarz, publicysta, krytyk literacki, także działacz narodowy i polityk.

## Życiorys
Był synem wybitnej postaci słowackiego odrodzenia narodowego Jozefa Miloslava Hurbana. Uczył się w rodzinnym Hlbokém, a następnie w Modrze, Cieszynie i Stendal w Niemczech. Maturę uzyskał w 1867 r. w gimnazjum w Bańskiej Bystrzycy. Studiował prawo na akademii w Bratysławie, a studia ukończył w roku 1871 w Budzie.
Pracował jako koncypient w Trnawie, Budapeszcie, Bratysławie i Wiedniu, po czym otworzył własną praktykę adwokacką w Skalicy. W 1875 r. ożenił się z Idą Dobrovits z Bratysławy. Z powodu niepowodzeń zawodowych szukał zatrudnienia w Wiedniu, Namiestowie na Orawie i Liptowskim Mikułaszu, a następnie próbował znaleźć pracę jako nauczyciel w Rosji i Bułgarii. Po roku 1878 pracował w Martinie jako redaktor gazety „Národnie noviny”, a od 1906 jako jej redaktor naczelny.
Na początku lat 80. XIX w. Hurban-Vajanský stał się czołową postacią młodej, postszturowskiej generacji słowackich działaczy narodowych. Był współpracownikiem czasopisma „Orol”, a w 1881 r. wznowił wydawanie czasopisma „Slovenské pohľady”, wokół którego utworzył jedno z głównych ognisk słowackiego życia literackiego i kulturalnego. Od 1894 r. aż do śmierci był również sekretarzem słowackiego żeńskiego towarzystwa „Živena”.
Był członkiem studenckiego stowarzyszenia „Naprej” i działaczem Słowackiej Partii Narodowej. Pochowany został na Cmentarzu Narodowym w Martinie.

## Upamiętnienie
Imię Hurbana-Vajanskiego nosi tatrzański wodospad, Ciemnosmreczyńska Siklawa (Vajanského vodopád).